# Дженніфер Різ
Дженніфер Різ (англ. Jennifer Ryz; нар. 11 травня 1973, Вінніпег, провінція Манітоба) — канадська борчиня вільного стилю, срібна та бронзова призерка чемпіонатів світу, Панамериканська чемпіонка, бронзова призерка Кубку світу.

## Життєпис
Боротьбою почала займатися з 1993 року. 
Виступала за борцівський клуб «Бернабі Маунтейн». Тренери — Дейв Маккей, Денніс Паглінаван, Майк Джонс, Джастін Ебду.

## Спортивні результати на міжнародних змаганнях

### Виступи на Чемпіонатах світу
| Змагання                        | Збірна | Вагова категорія          | Місце  |
| ------------------------------- | ------ | ------------------------- | ------ |
| Чемпіонат світу з боротьби 1996 | Канада | жіноча боротьба, до 53 кг | Срібло |
| Чемпіонат світу з боротьби 1998 | Канада | жіноча боротьба, до 56 кг | 8      |
| Чемпіонат світу з боротьби 2000 | Канада | жіноча боротьба, до 56 кг | Бронза |
| Чемпіонат світу з боротьби 2002 | Канада | жіноча боротьба, до 55 кг | 5      |
| Чемпіонат світу з боротьби 2003 | Канада | жіноча боротьба, до 55 кг | 6      |

### Виступи на Панамериканських чемпіонатах
| Змагання                                   | Збірна | Вагова категорія          | Місце  |
| ------------------------------------------ | ------ | ------------------------- | ------ |
| Панамериканський чемпіонат з боротьби 1998 | Канада | жіноча боротьба, до 56 кг | Золото |

### Виступи на Кубках світу
| Змагання                    | Збірна | Вагова категорія          | Місце  |
| --------------------------- | ------ | ------------------------- | ------ |
| Кубок світу з боротьби 2001 | Канада | жіноча боротьба, до 56 кг | Бронза |

### Виступи на інших змаганнях
| Змагання                               | Збірна | Вагова категорія          | Місце  |
| -------------------------------------- | ------ | ------------------------- | ------ |
| Manitoba Open 2002                     | Канада | жіноча боротьба, до 55 кг | Золото |
| Manitoba Open 2003                     | Канада | жіноча боротьба, до 55 кг | Срібло |
| Міжнародний меморіал Дейва Шульца 2003 | Канада | жіноча боротьба, до 55 кг | Золото |
| Гран-прі Німеччини з боротьби 2003     | Канада | жіноча боротьба, до 55 кг | 8      |
| Austrian Ladies Open 2003              | Канада | жіноча боротьба, до 55 кг | Золото |
| Manitoba Open 2004                     | Канада | жіноча боротьба, до 55 кг | Бронза |
| Міжнародний меморіал Дейва Шульца 2004 | Канада | жіноча боротьба, до 55 кг | Срібло |
| Austrian Ladies Open 2004              | Канада | жіноча боротьба, до 59 кг | 11     |